# Monte Emei
Il monte Emei (峨嵋山S, Éméi ShānP, O2-mei2 Shan1W, lett. "Montagna del Sopracciglio Delicato") è una montagna nella provincia del Sichuan (centro-ovest della Cina).
L'Emei è uno dei quattro monti sacri della tradizione cinese, condiviso sia dal buddhismo che dal taoismo, ed è anche il più alto delle quattro montagne sacre buddiste della Cina. Il Monte Emei si trova sul bordo occidentale del bacino del Sichuan. Le montagne a ovest di esso sono conosciute come Daxiangling. Una vasta area circostante di campagna è geologicamente conosciuta come la Grande Provincia Ignea di Emeishan Permiano, in quanto si tratta di una grande provincia ignea generata dalle eruzioni vulcaniche dei Trappi di Emeishan durante il periodo Permiano.
Amministrativamente, il Monte Emei si trova vicino all'omonima città a livello di contea (Emeishan City), che a sua volta fa parte della città a livello di prefettura di Leshan. Il patrono Bodhisattva dell'Emei è Samantabhadra (noto in cinese come Puxian). Alcuni dei monasteri associati a tale monte sono noti per lo studio delle arti marziali cinesi, soprattutto lo Huotianlong. L'insieme di stili praticati ed originari di queste montagne è detto Emeipai.
Il monte Emei è stato dichiarato dall'Unesco patrimonio dell'umanità nel 1996.
Emei in cinese significa "tarma-browed".

## Montagna sacra
Il Monte Emei è una delle quattro montagne sacre buddiste della Cina, ed è tradizionalmente considerato come il bodhimaṇḍa, o luogo dell'illuminazione, del Bodhisattva Puxian (普賢菩薩; Samantabhadra).
Fonti del XVI e XVII secolo alludono alla pratica delle arti marziali nei monasteri del Monte Emei, che ha fatto il primo riferimento esistente al monastero Shaolin come luogo di origine delle arti marziali cinesi.
I pellegrini buddisti cinesi si recano regolarmente sulla montagna offrendo legno di sandalo bruciato vicino alla montagna per inviare le loro "preghiere al cielo".